# Schul- und Bethaus Wiedikon

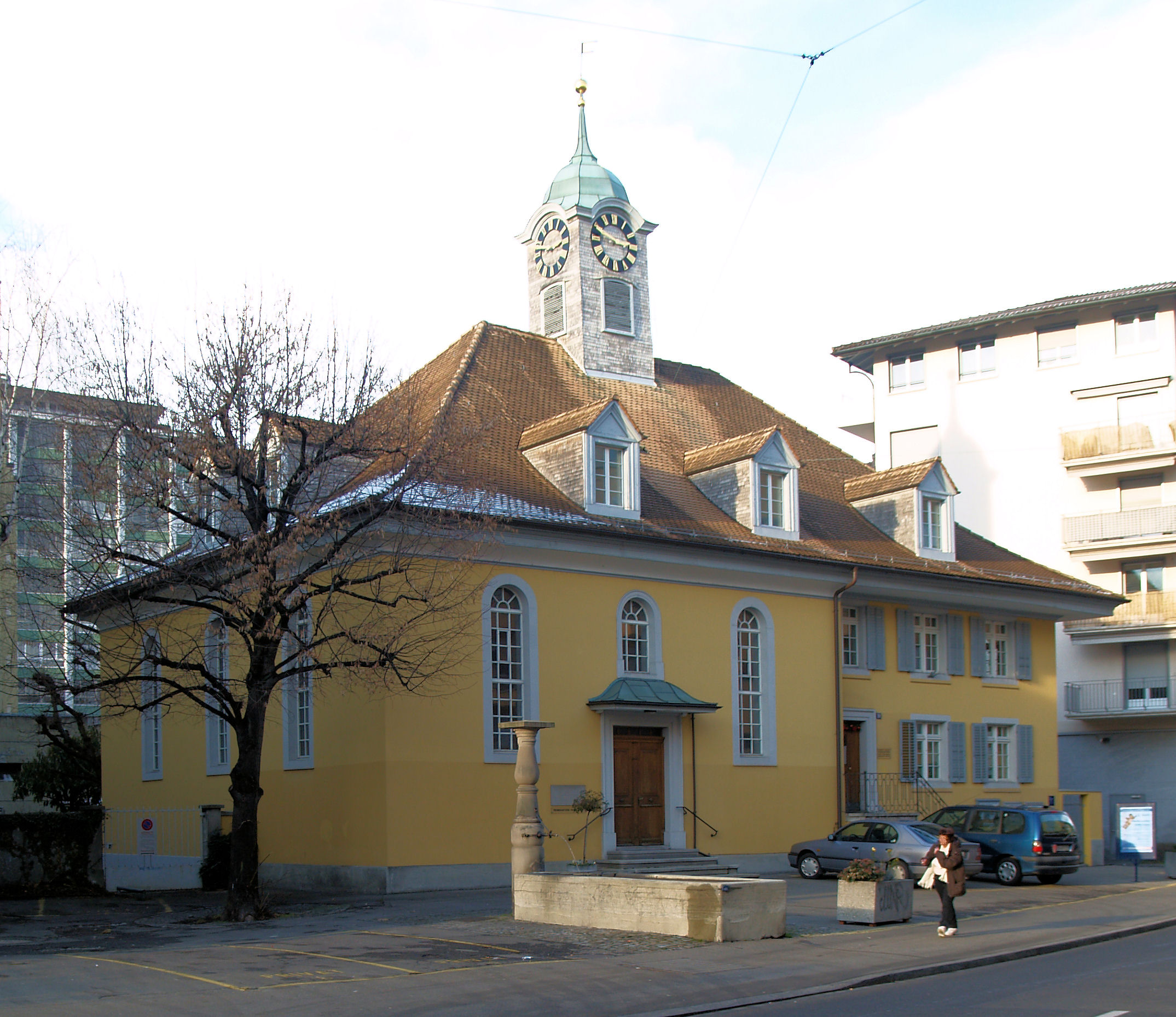
Schul- und Bethaus Wiedikon

Das Schul- und Bethaus Wiedikon ist eine evangelisch-reformierte Kirche und steht an der Schlossgasse 10 unweit der Schmiede Wiedikon im Zürcher Stadtkreis Wiedikon. Seit dem 1. Januar 2019 gehört das Gebäude zum Kirchenkreis drei der evangelisch-reformierten Kirchgemeinde Zürich.

## Geschichte
Das Gebäude wurde zwischen 1789 und 1791 für die Kinderlehre und den Schulunterricht erbaut. Zu dieser Zeit gehörte Wiedikon noch zur Kirchgemeinde St. Peter. Das Bethaus wurde 1896 durch die Kirche Bühl abgelöst, diente aber noch bis 1947 der italienischsprachigen evangelischen Gemeinde als Gotteshaus. 1947 wurde der Kirchenraum entsprechend der früheren Nutzung als Versammlungsraum neu gestaltet. 1955 erfolgte eine Sanierung des Turms, 1996 bis 1997 wurde das Gebäude totalsaniert und die Raumeinteilung optimiert. Heute ist darin die Betriebsleitung und die Administration des Kirchenkreis drei der evangelisch-reformierten Kirchgemeinde Zürich einquartiert. Die Verwaltung benutzt den Schulhausteil, während der 107 m² grosse Kirchenraum und diverse weitere Räume für verschiedene Veranstaltungen genutzt werden. Seit dem Frühjahr 2022 wird das Gebäude auch vom Stadtkloster Zürich für Tagzeitengebete und Veranstaltungen genutzt.

## Beschreibung
Das Schul- und Bethaus Wiedikon ist ein breitrechteckiger Barockbau mit Walmdach und einem Dachreiter mit Zifferblättern. Vor dem Gebäude liegt ein Vorplatz mit Brunnen und Linde. Das östlich anschliessende Schulhaus ist zweistöckig und ist zum Bethaus etwas zurückgesetzt. Drei hohe Rundbogenfenster prägen jede der drei Fassaden des Bethauses. In der Mitte des Dachfirstes befindet sich der Dachreiter, der mit einer welchen Haube abgeschlossen ist. Das Gebäude steht in der Tradition der zu dieser Zeit entstandenen Bethäuser mit angebautem Schulhaus und ist seit 1974 unter Denkmalschutz. Der Schutzstatus ist kommunal, die tiefste der drei Schutzstufen. Als einer der letzten Zeugen des alten   Wiedikon gilt es als Wahrzeichen des ehemaligen Dorfkerns.
Das Bethaus besass eine Orgel der Firma Kuhn aus dem Jahr 1947. 2006 wurde das defekte Instrument ausgebaut und verschenkt.